# Selin Münz
Selin Münz (* 4. Mai 1997 in Reutlingen) ist eine deutsche Fußballspielerin, die für den VfL Sindelfingen in der Bundesliga spielt.

## Karriere

### Vereine
Münz startete ihre Karriere mit fünf Jahren in der männlichen Bambini Mannschaft des TSV Altenburg. Im Sommer 2009 kehrte sie Altenburg den Rücken und ging in die D-Jugend des TuS Metzingen, von dort aus ging es nach zwei Jahren in die C-Jugend des SSV Reutlingen. In Reutlingen entwickelte sie sich zur Leistungsträgerin und Juniorennationalspielerin, was ihr im Sommer 2012 einen Vertrag beim Bundesliga-Verein VfL Sindelfingen einbrachte. Dort rückte sie im Sommer 2013 nach dem Klassenerhalt im Alter von nur 16 Jahren in die Bundesliga-Mannschaft auf. Sie gab ihr Seniordebüt für den VfL Sindelfingen im DFB-Pokal am 1. September 2013 gegen den SC Fortuna Köln und eine Woche später debütierte die 16-Jährige in der Bundesliga gegen die TSG 1899 Hoffenheim.

### Nationalmannschaft
Das Nationaltrikot des DFB trug sie erstmals am 1. November 2011 in Brühl beim 3:0-Sieg der U-15-Nationalmannschaft  gegen die Auswahl Schottlands. Zwei Tage später in Hennef, beim 8:0-Sieg gegen die Auswahl Schottlands, wurde sie erneut eingesetzt, wie auch am 18. April 2012 in Uden beim 3:0-Sieg gegen die niederländische Auswahlmannschaft. Die letzten beiden Länderspiele für diese Auswahlmannschaft bestritt sie am 6. und 8. Juni 2012 beim 4:2- bzw. 2:0-Sieg gegen die U-16-Nationalmannschaft Österreichs. Für die U-16-Nationalmannschaft debütierte sie am 11. September 2012 in Hamburg beim 3:1-Sieg gegen die Auswahl Norwegens.